# IL1A
IL1A (англ. Interleukin 1 alpha) – білок, який кодується однойменним геном, розташованим у людей на короткому плечі 2-ї хромосоми.  Довжина поліпептидного ланцюга білка становить 271 амінокислот, а молекулярна маса — 30 607.
| 10         |  | 20         |  | 30         |  | 40         |  | 50         |
| ---------- |  | ---------- |  | ---------- |  | ---------- |  | ---------- |
| MAKVPDMFED |  | LKNCYSENEE |  | DSSSIDHLSL |  | NQKSFYHVSY |  | GPLHEGCMDQ |
| SVSLSISETS |  | KTSKLTFKES |  | MVVVATNGKV |  | LKKRRLSLSQ |  | SITDDDLEAI |
| ANDSEEEIIK |  | PRSAPFSFLS |  | NVKYNFMRII |  | KYEFILNDAL |  | NQSIIRANDQ |
| YLTAAALHNL |  | DEAVKFDMGA |  | YKSSKDDAKI |  | TVILRISKTQ |  | LYVTAQDEDQ |
| PVLLKEMPEI |  | PKTITGSETN |  | LLFFWETHGT |  | KNYFTSVAHP |  | NLFIATKQDY |
| WVCLAGGPPS |  | ITDFQILENQ |  | A          |  |            |  |            |

A: Аланін

C: Цистеїн

D: Аспарагінова кислота

E: Глутамінова кислота

F: Фенілаланін

G: Гліцин

H: Гістидин

I: Ізолейцин

K: Лізин

L: Лейцин

M: Метіонін

N: Аспарагін

P: Пролін

Q: Глутамін

R: Аргінін

S: Серин

T: Треонін

V: Валін

W: Триптофан

Кодований геном білок за функціями належить до цитокінів, мітогенів, фосфопротеїнів. 
Задіяний у таких біологічних процесах як запальна відповідь, поліморфізм. 
Секретований назовні.